# Jan František z Lamberka
Jan František z Lamberka, též z Lambergu (Freiherr Johann Franz von Lamberg, 27. února 1618 – 15. dubna 1666, Vídeň) byl Freiherr z rodu Lambergů v Korutanech a Kraňsku, pán z Ortenek v Kraňsku a Ottensteinu ve Waldviertelu.

## Život
Byl druhým synem svobodného pána Jana Albrechta z Lamberka (1584 – 14. dubna 1650) a jeho druhé manželky Anny Kateřiny z Khüenburgu († 5. listopadu 1629), dcery svobodného pána Jana Jakuba z Khüenburgu a Marie Sabiny Pöllové z Lahnsteinu. Jeho otec se 22. dubna 1630 v Ottensteinu oženil potřetí s Elisabeth von Schiffer.
Lambergové v roce 1536 koupili hrad Ottenstein. V roce 1544 byli povýšeni do hodnosti svobodných pánů s predikátem z Orteneggu a Ottensteinu a v roce 1667 získali hraběcí titul. Hrad Ottenstein vlastnila rodina Lambergů až do roku 1940.

Jeho bratr Jan Zikmund Albrecht z Lamberka (1627–1690) byl 10. listopadu 1667 povýšen na říšského hraběte ve Vídni spolu se svými nevlastními bratry Janem Albrechtem II. z Lamberka-Stockerau (1634–1683) a Janem Jiřím z Lamberka (1636–1692). Poté byli i jeho synové povýšeni na hrabata.

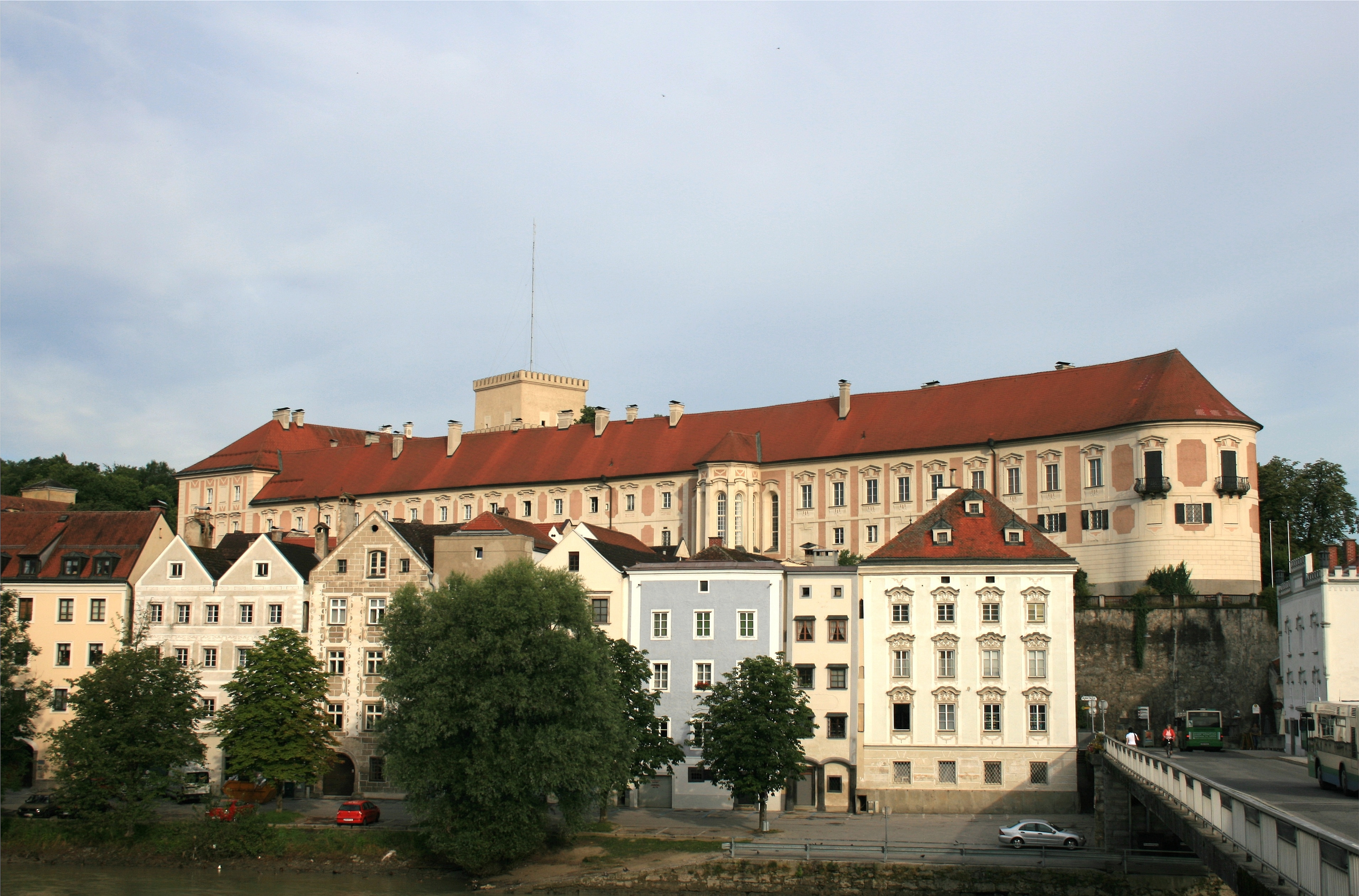
Lambergův palác ve Štýrsku
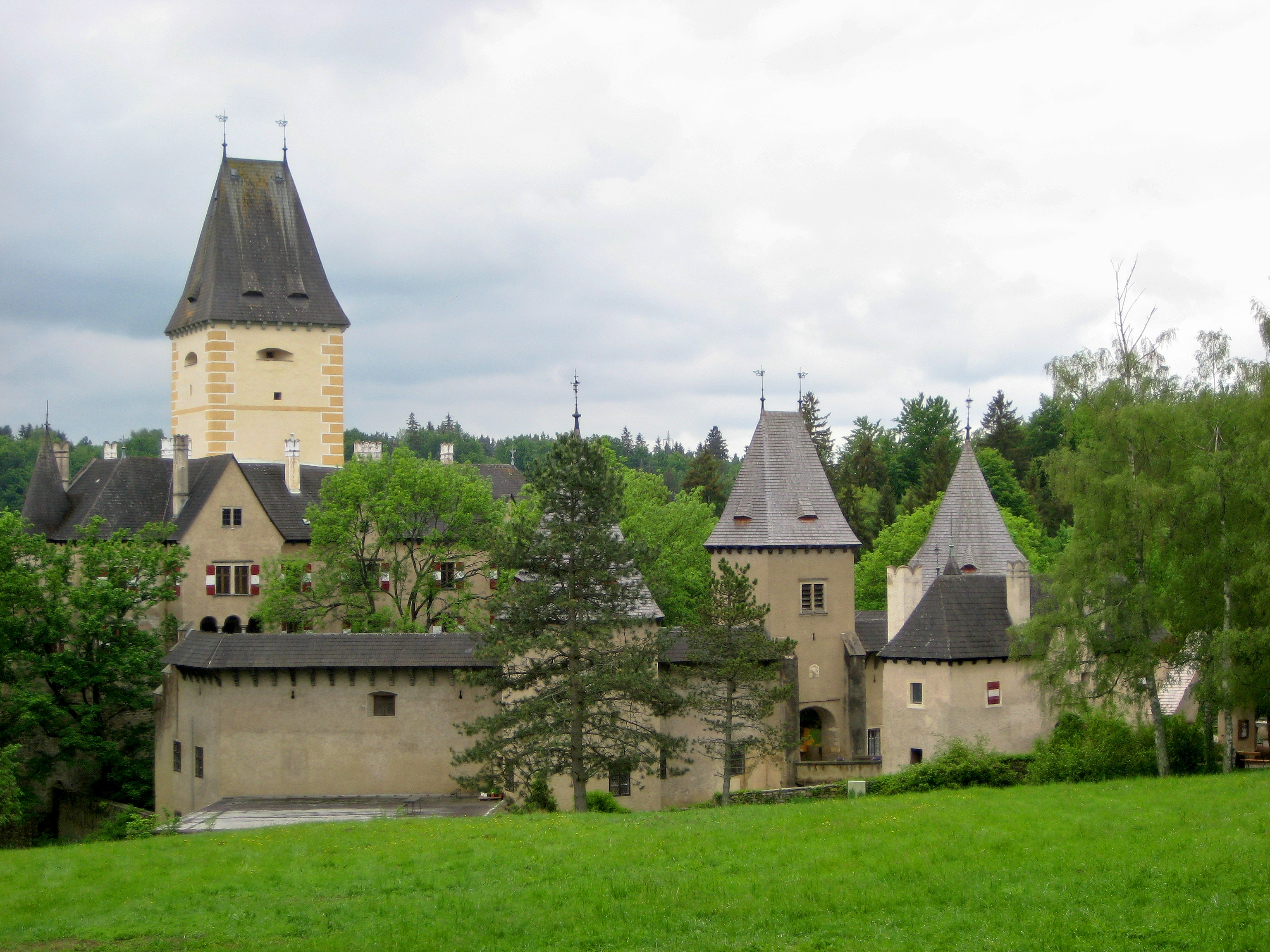
Hrad Ottenstein

### Manželství a potomstvo
Jan František z Lamberka se dne 26. listopadu 1647 oženil s Marií Konstancií z Questenberka (25. března 1624, Praha – 17. června 1687, Vídeň), dcerou císařského diplomata a státníka Gerharda z Questenberka (1586–1646) a Felicitas Marie Unterholzerové z Kranichbergu. Z jejich manželství se narodilo devět dětí:
- Anna Terezie (1649–1684), provdaná v roce 1669 za hraběte Jana Kryštofa z Althanu (1633 – 8. prosince 1706)
- Františka Marie (1650 – 24. listopadu 1652)
- Leopold Josef z Lamberka-Sprinzensteinu (13. května 1654 – 28. června 1706, Vídeň), povýšen do hraběcího stavu 10. listopadu 1667 ve Vídni, oženil se 23. ledna 1679 s hraběnkou Kateřinou Eleonorou ze Sprinzensteinu (1660 – 28. listopadu 1704); měli syna Karla Josefa Františka
- Josef Karel Adam z Lamberka (21. srpna 1655 – 6. srpna 1689, v bitvě), povýšen do hraběcího stavu 10. listopadu 1667 ve Vídni; svobodný
- Eva Marie Anna Konstancie (17. května 1659 – 13. března 1721), provdaná 2. února 1690 za hraběte Šebestiána Wunibalda Waldbursko-Zeilského, císařského stolníka (31. ledna 1636 – 15. června 1700, Vídeň)
- Jan Baltazar Josef (1660 – 15. října 1664)
- Marie Izabela Cecílie (22. listopadu 1661 – 18. prosince 1747), provdaná poprvé dne 29. dubna 1681 za hraběte Jana Parida z Orsini-Rosenbergu (28. června 1651 – 1. dubna 1685). Po jeho smrti se provdala za hraběte Otu VIII. ze Stubenbergu (9. června 1637 – 30. ledna 1691)
- František Zikmund z Lamberka (28. ledna 1663 – 18. dubna 1713), povýšen do hraběcího stavu 10. listopadu 1667 ve Vídni, oženil se 5. května 1691 s hraběnkou Františkou Terezou z Lamberka (1. ledna 1670 – 13. října 1742); mají dceru
- Marie Kateřina (25. května 1664 – 28. ledna 1717), provdaná poprvé za hraběte Jana Adama Zrinského. Podruhé se provdala 6. července 1693 za Maxmiliána Arnošta Jankovského z Vlašimi a Jemnice († 1739).